# Миљијара (Ређо Емилија)
Миљијара је насеље у Италији у округу Ређо Емилија, региону Емилија-Ромања.
Према процени из 2011. у насељу је живело 3 становника. Насеље се налази на надморској висини од 631 м.